# Штедесдорф
Штедесдорф (нім. Stedesdorf) — громада в Німеччині, розташована в землі Нижня Саксонія. Входить до складу району Віттмунд. Складова частина об'єднання громад Езенс.
Площа — 27,95 км2. Населення становить 1670 ос. (станом на 31 грудня 2021).